# Fractint
Fractint est un gratuiciel destiné à tracer de nombreux types de fractales.

## Histoire
Fractint est apparu en 1988 sous le nom de FRACT386, un logiciel destiné au tracé rapide de fractales sur les ordinateurs possédant un processeur Intel 80386. Il ne travaillait qu'en arithmétique entière, permettant un gain de temps à une époque où les unités de calcul en virgule flottante n'étaient pas généralisées.
Les premières versions furent écrites par Bert Tyler, sur la base d'un programme encore plus ancien destiné au tracé de l'ensemble de Mandelbrot appelé DKMANDEL.ARC et développé par J. Douglass Klein, bien qu'au moment de la première version réellement populaire, FRACT386 2.1, il ne subsistait plus rien du code original.
En février 1989, le programme fut renommé Fractint, une contraction des termes anglais fractal et integer (entier) caractérisant le logiciel.
Depuis, la gestion de l'arithmétique en virgule flottante et un mode dit de "précision arbitraire" ont été ajoutés. Le deuxième point émule une mantisse arbitrairement large en mémoire et reste lent, même sur des ordinateurs modernes.
Fractint est écrit et maintenu par le Stone Soup Group (en). Avec Emacs et NetHack, il s'agit de l'un des logiciels gratuits les plus anciens qui soient encore maintenus.

## Plates-formes et versions
Originellement, Fractint tournait sur MS-DOS mais a depuis été porté sur X Window et Microsoft Windows. La dernière version est actuellement la 20.0 et aucune version nouvelle n'a été publiée depuis plusieurs années.